# Markino Buckley
Markino Buckley (ur. 16 kwietnia 1986) – jamajski lekkoatleta, specjalizujący się w biegu na 400 metrów przez płotki.

## Osiągnięcia
- 7. lokata na igrzyskach olimpijskich (Pekin 2008)
- 4. miejsce podczas Światowego Finału IAAF (Stuttgart 2008)

## Rekordy życiowe
- bieg na 400 m przez płotki – 48.50 (2008)